# Ljubivoje Ršumović
Ljubivoje Ršumović (Donji Ljubiš, 3. srpnja 1939.) srpski je pjesnik. Poznat je po svojoj poeziji za djecu.

## Životopis
Rođen je 1939. godine u Ljubišu na Zlatiboru u obitelji Milese i Mihaila Ršumovića. Dalji preci su mu Okiljevići od Gacka. Školovao se u Ljubišu, Čajetini, Užicu i Beogradu. Diplomirao je na Filološkom fakultetu u Beogradu, na Odsjeku komparativne književnosti.
U Beogradu je upoznao Duška Radovića, pod čijim utjecajem počinje pisati pjesme za djecu. Radio je na Radio Beogradu, zatim na Televiziji Beograd, gde je bio autor preograma za djecu „Hiljadu zašto“, „Hajde da rastemo“ i „Fazoni i fore“. Upravni odbor Udruženja književnika Srbije ga je 30. ožujka 2012. predložio za dopisnog člana Srpske akademije znanosti i umjetnosti. Danas živi u Beogradu. Bio je direktor kazališta „Boška Buha“, a sada je predsjednik Kulturno-prosvjetne zajednice Srbije.
Predsjednik je savjeta Međunarodnog festivala kazališta za djecu koji se održava u Subotici.